# Лумисте, Юло Гориевич
Юло Гориевич Лумисте — эстонский математик.
С 1969 года профессор Тартуского университета.
В 1993 году стал академиком Эстонской академии наук.

## Биография
В 1947 году окончил Вяндраскую среднюю школу, а в 1952 году математико-природный факультет Тартуского государственного университета по специальности математика cum laude.
В 1952 году поступил в аспирантуру в Московский университет в кафедре дифференциальной геометрии.
В 1958 году он защитил кандидатскую диссертацию на теме «О n-мерных поверхностях с сопряженными или асимптотическими полями p-направлений».
В 1969 году он защитил докторскую диссертацию в Казанском университете по теме «Теория связностей в однородных расслоениях с приложениями к геометрии семейств однородных подмногообразий».
С 1960 года преподавал в Тартуском университете: доцент и с 1970 года профессор в кафедре алгебры и геометрии, в 1969—1989 он работал заведующим кафедры алгебры и геометрии.
В 1974—1980 он был деканом математического факультета Тартуского государственного университета.
Его основные направлениями научной деятельности были дифференциальная геометрия и топология, основы геометрии и история математики в Эстонии.

## Награды и звания
- Орден Белой звезды III степени (1999)

## Из библиографии
- Связности в расслоенных пространствах с однородными слоями / Ю.Г. Лумисте. - Тарту : ТГУ, 1977. - 63 с.
- Топология. Общая топология. Основы алгебраической топологии : [Учеб. пос. для мат. фак. ] / Юло Лумисте; Тарт. гос. ун-т, Каф. алгебры и геометрии. - Тарту : ТГУ, 1987. - 88 с. : ил.